# Richard Dudgeon
Richard Dudgeon (1819 - 9 de abril de 1895) fue un mecánico estadounidense de origen escocés, conocido por la construcción de gatos hidráulicos y por inventar un vehículo de vapor.

## Semblanza
Dudgeon nació en Edimburgo en 1819. Su familia emigró a los Estados Unidos, donde se convirtió en mecánico en Nueva York. Fundó un próspero taller de maquinaria de ingeniería en la calle Broome, lo que le permitió ser propietario de una casa de campo en Harlem.
La empresa, que a mediados del siglo XIX fabricó algunos vehículos de vapor, todavía existe, con el nombre de Richard Dudgeon, Inc.